# Adelaida de Italia

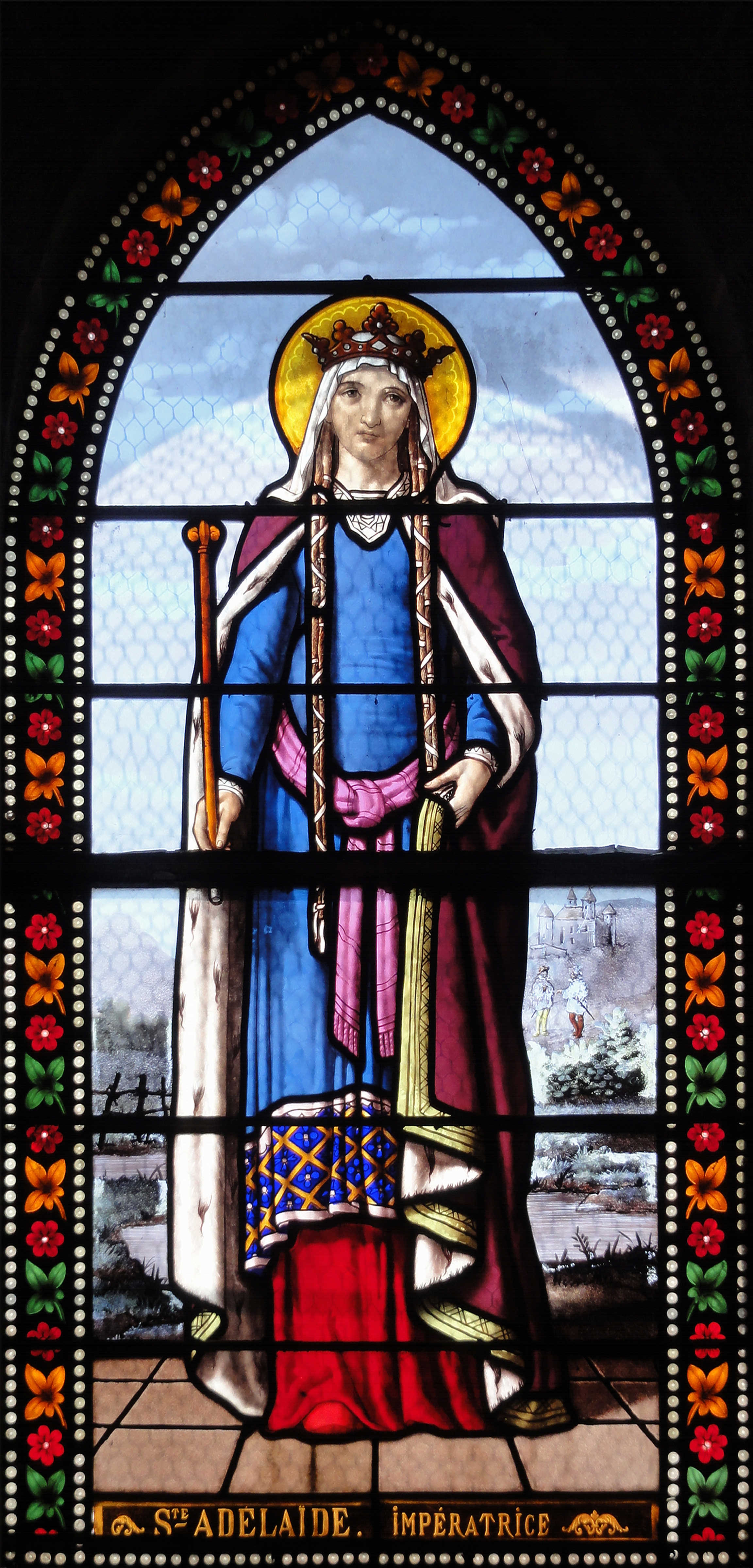
Adelaida de Italia

Sfânta Adelaida de Italia (n. 931 d.Hr., château d'Orbe⁠(d), cantonul Vaud, Elveția – d. 16 decembrie 999 d.Hr., Seltz, région Alsace⁠(d), Franța), numită și Adelaida de Burgundia, a fost cea de a doua soție a împăratului romano-german Otto I "cel Mare". Împărăteasa Adelaida a fost poate cea mai proeminentă femeie din Europa secolului al X-lea. Ea a fost regentă a Imperiului occidental în numele nepotului său, Otto al III-lea între 991 și 995.

## Viața
Adelaida era fiica lui Rudolf al II-lea de Burgundia cu Bertha de Suabia. Prima sa căsătorie, încheiată la vârsta de 15 ani, a fost cu fiul rivalului tatălui ei în Italia, Lothar al II-lea, rege al Italiei; alianța matrimonială era parte unui aranjament politic destinat să încheie pacea dintre tatăl ei și Ugo de Provence, tatăl lui Lothar. Din această căsătorie a rezultat o fiică, Emma de Italia.

### Căsătoria cu Otto I

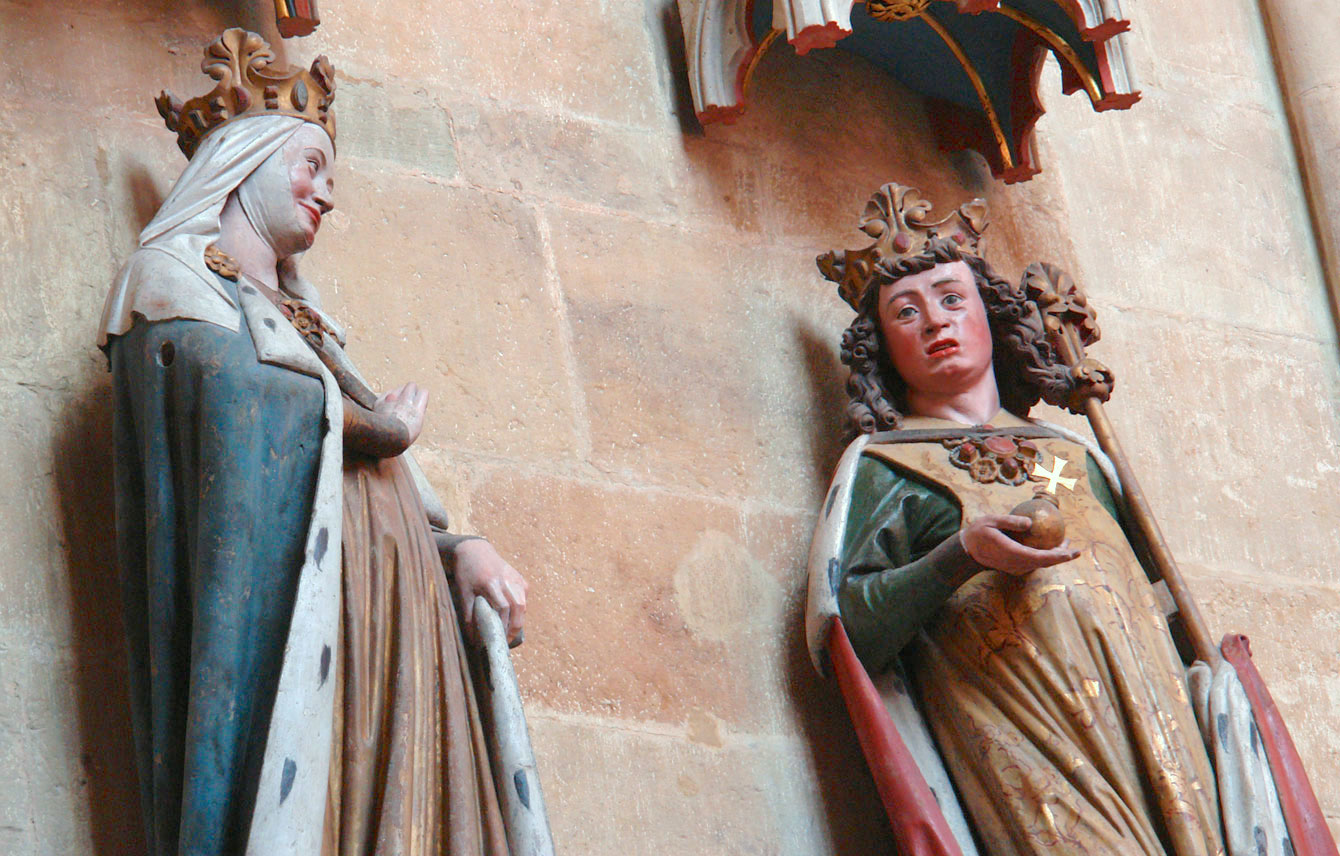
Adelaida și al doilea ei soț, Otto cel Mare

Potrivit „Vieții Sfintei Adelaida”, primul soț al Adelaidei a murit otrăvit de către deținătorul adevărat al puterii , succesorul său Berengar de Ivrea, care a încercat să își întărească puterea politică prin forțarea Adelaidei de a se recăsători cu fiul lui, Adalbert; când ea a refuzat și a încercat să fugă, a fost prinsă și întemnițată vreme de patru luni la Como. A reușit să fugă din nou, la Canossa, bucurându-se de protecția contelui Adalbert Azzo; ca urmare, Berengar a început asediul asupra Canossei. Adelaida a reușit să trimită un emisar prin care să anunțe că este dispusă să se pună la mila lui Otto I cel Mare, regele Germaniei. Ca urmare, Otto a pornit cu o armată în sprijinul Adelaidei, după care cei doi s-au întâlnit în vechea capitală a longobarzilor de la Pavia, iar în 951 s-au căsătorit. Otto a fost încoronat ca împărat la Roma la 2 februarie 962 de către papa Ioan al XII-lea și, fapt la acea vreme neobișnuit, Adelaida a fost și ea încoronată ca împărăteasă în cadrul aceleiași ceremonii. Dintre copiii avuți cu Otto, patru au ajuns la vârsta maturității: Henric (n. 952); Bruno (n. 953; Matilda, devenită prima abatesă de Quedlinburg (n. 954; și Otto al II-lea, viitor împărat (n. 955).
În Germania, zdrobirea în 953 a unei răscoale a lui Liudolf, fiul lui Otto din prima lui căsătorie, a întărit poziția Adelaidei, care a reținut toate pământurile lui Liudolf. Mai departe, ea l-a însoțit în 966 pe Otto în a treia sa expediția în Italia, ea rămânând alături de el vreme de șase ani.

### Curtea luiOtto al III-lea
Când Otto I a murit în 973, el a fost succedat de către fiul lor, Otto al II-lea, iar Adelaida a exercitat vreme de câțiva ani o puternică influență la curtea imperială. Mai târziu totuși, nora sa, prințesa bizantină Theofano, l-a întors pe Otto al II-lea împotriva mamei sale, Adelaida fiind alungată de la curte în 978. Ea a trăit o vreme în Italia, o vreme alături de fratele ei Conrad de Burgundia, prin intermedierea căruia s-a reconciliat în cele din urmă cu fiul ei; în 983, Otto al II-lea a numit-o ca reprezentantă a puterii imperiale în Italia, cu titlul de viceregină.
Însă Otto al II-lea a murit în același an și, cu toate că atât Theofano cât și Adelaida au fost numite drept co-regente pentru regele-copil Otto al III-lea, Theofano a forțat-o pe Adelaida să abdice și să se autoexileze. Când nora sa a murit în 991, Adelaida a revenit ca regentă a nepotului ei. În această poziție, ea a fost sprijinită de către Willigis, arhiepiscop de Mainz. În 995, Otto al III-lea a ajuns la vârsta maturității, iar Adelaida s-a simțit liberă să se dedice exclusiv operațiilor de caritate, în special de întemeiere și restaurare a așezămintelor religioase.

### Ultimii ani
Adelaida menținuse deja de multă vreme relații apropiate cu Abația Cluny, la acea vreme centrul mișcării de reformă ecleziastică și, în principal, cu abații Majolus și Odilo. După retragerea din viața politică, a s-a stabilit într-o mănăstire pe care tot ea o întemeiase în 991, la Selz, în Alsacia. Chiar dacă nu a devenit niciodată călugăriță, Adelaida și-a petrecut restul zilelor în rugăciune. La un moment dat, fiind pe drum către Burgundia pentru a-l sprijini cu sfaturile sale pe nepotul ei de frate, Rudolf al III-lea de Burgundia împotriva unor răsculați, a murit la abația de la Selz în data de 16 decembrie 999, la câteva zile distanța de noul mileniu în care ea spera să fie de față la a doua venire a Mântuitorului.
Adelaida s-a devotat în mod consecvent serviciului religios și păcii, ca și Imperiului; de asemenea, ea s-a arătat interesată în opera de convertire a slavilor. Ea a fost astfel un principal agent al lucrării Bisericii Catolice de construire a unei culturi creștine în Europa. Ziua ei ca sfântă, 16 decembrie, este sărbătorită în multe dioceze din Germania.